# Barasso
Barasso is een gemeente in de Italiaanse provincie Varese (regio Lombardije) en telt 1751 inwoners (31-12-2010). De oppervlakte bedraagt 4,0 km², de bevolkingsdichtheid is 438 inwoners per km².

## Demografie
Barasso telt ongeveer 695 huishoudens. Het aantal inwoners steeg in de periode 1991-2001 met 3,7% volgens cijfers uit de tienjaarlijkse volkstellingen van ISTAT.
| Jaar | Inwoneraantal |
| ---- | ------------- |
| 1991 | 1636          |
| 2001 | 1696          |
| 2004 | 1721          |
| 2010 | 1751          |

## Geografie
Barasso grenst aan de volgende gemeenten: Casciago, Castello Cabiaglio, Comerio, Cuvio, Gavirate, Luvinate.